# Florence Besson
Pour les articles homonymes, voir Besson.
Florence Besson, née le 16 avril 1975 à Bayonne, est une journaliste et autrice française.

## Biographie
Florence Besson est diplômée de Sciences-Po et de philosophie.
Après un passage par LCI, elle est journaliste au magazine Elle où elle est aujourd'hui rédactrice en chef.
Elle a interviewé entre autres Hillary Clinton, en 2014.